# Luka Bekavac
Luka Bekavac (Osijek, 1976.) hrvatski je pisac, prevoditelj, bivši novinar u kulturi i urednik, a sada izvanredni profesor na Odsjeku za komparativnu književnost Filozofskog fakulteta u Zagrebu gdje je doktorirao. Područja su mu interesa teorija poslije strukturalizma, postmodernizam u književnosti i kulturi, suvremena spekulativna fikcija i kulturni studiji. Djelovao je i u eksperimentalnoj glazbi kao član dueta Jeanne Frémaux.

## Životopis
Rodio se u Osijeku 1976. godine. Diplomirao je komparativnu književnost i filozofiju na Filozofskom fakultetu u Zagrebu 2002. i ondje doktorirao 2012.,a od 2006.godine radi na Odsjeku za komparativnu književnost gdje predaje kolegije s područja suvremene književne teorije.
Tijekom studija s kolegom (Toma Bačić) započeo je elektroakustični i glitchpop duo/projekt Jeanne Frémaux s kojim su nastupali festivalima i objavili izdanja pod izdavačkim projektom kluba MaMa za otvorene sadržaje EGOBOO.bits, ali i za druge poput Ultra-red/Public Record (SAD) ili Bleak (Austrija).

## Djela
Objavljivao je radove i prijevode u časopisima Zarez, Quorum, Tvrđa, Književna revija, Gordogan, 15 dana i u emisijama Trećeg programa Hrvatskog radija i Radija 101.
Bio je i članom uredništva časopisa Quorum od 2004. do 2006.
Prevodio je knjige Martina Amisa, Jonathana Franzena, Naomi Klein, Aleksandra Hemona i drugih, sedamdesetak tekstova o postžanrovskoj i eksperimentalnoj glazbi (Zarez, Treći program Hrvatskog radija i drugdje) te desetak književnoteorijskih znanstvenih radova.

### Knjige
Drenje, Zagreb, Profil, siječanj 2011., roman, prevedeno na makedonski jezik
Viljevo, Zaprešić, Fraktura, rujan 2013., roman, prevedeno na španjolski i makedonski jezik
Policijski sat: slutnje, uspomene, Zaprešić, Fraktura, listopad 2015., roman, prevedeno na njemački jezik
Galerija likovnih umjetnosti u Osijeku: studije, ruševine, Zaprešić, Fraktura, lipanj 2017.

## Nagrade
Za roman Viljevo dobio je nagradu Janko Polić Kamov i nagradu HAZU za područje književnosti 2014. godine te nagradu Europske unije za književnost (European Union Prize for Literature) 2015. godine.
Za roman Policijski sat dobio je nagradu Josip i Ivan Kozarac 2016. godine.

## Vanjske poveznice
- Predstavljanje u Knjižnici Bogdana Ogrizovića
- Jeanne Frémaux